# Fundación Pro-Bienestar del Minusválido
La Fundación Pro-Bienestar del Minusválido (FUNDABIEM) es una institución de beneficio social nacida en 1986, convirtiéndose así la entidad que ha realizado el evento Teletón en Guatemala desde el 5 y 6 de diciembre de ese mismo año en una transmisión producida y transmitida por Radio y Televisión Guatemala S.A. a través de Canal 3 (que asumiría luego la responsabilidad de encabezar la señal en cadena nacional) bajo el lema "Juntos, todo es posible". La meta prevista para esa primera campaña era de 500 mil quetzales pero el cómputo final entregado al finalizar las 27 horas que duró la maratónica transmisión televisiva ascendió a 1.651.887 quetzales.
El 14 de febrero de 1989 FUNDABIEM abrió el primer centro de rehabilitación en el departamento de Guatemala.  En un inicio se pensó en un centro en cada uno de los puntos cardinales del país para sufragar la carencia de rehabilitación de muchos niños y niñas con discapacidad prioritariamente física. Años después se inició la apertura de clínicas en casi todos los departamentos de la república gracias al apoyo de colabores, voluntarios, empresas y el pueblo guatemalteco. 
Hoy en día, existen 24 Centros y/o clínicas ubicadas en 18 departamentos que ofrecen los servicios de atención médica (Fisiatría, Neurología, Traumatología, Pediatría y Médicos Generales).  Fisioterapia (Hidroterapia, Mecanoterapia, gimnasia al adulto mayor, estimulación temprana).  Terapia de Lenguaje, Terapia Ocupacional, Educación Especial, Talleres Pre-Ocupacionales (manualidades, panadería), Laboratorio de Computación, Psicología y Trabajo Social, inserción laboral.
En la actualidad, se han atendido a más de 70,000 pacientes entre niños, jóvenes y adultos,  más de 5,000,000 de terapias integrales de rehabilitación en los 19 años de funcionamiento. Se han proveído de prótesis y ortesis,  sillas de ruedas a miles de personas de escasos recursos, se ha capacitado a más de 300 personas con discapacidad en informática y el mundo del trabajo con el único de fin de lograr una exitosa independencia económica a través de la inserción laboral. También se ha alcanzado un alto porcentaje de personas rehabilitadas, niños incorporados a la educación regular y personas incorporadas a la vida productiva del país.
Adicional a esto, se han brindado servicios de apoyo como: transporte, refacción a pacientes y padres de familia, escuela para padres, becas de estudio a nivel universitario,  servicio de electromiografía a nivel nacional.  
La Casa Hogar Niño de Praga, obra con la que se gestó la creación de Fundabiem, alberga a jóvenes con discapacidad física que carecen de soporte familiar, ofreciéndoles bienestar físico, emocional y educativo.
La última Teletón de Guatemala se realizó los días 3 y 4 de septiembre de 2010 en una transmisión que tuvo como sus conductores principales a Harris Whitbeck y Héctor Sandarti y cuya meta original de 21 millones de quetzales fue superada por un millón más. El próximo evento se realiza el 15 y 16 de julio de 2011 y en el mismo se celebra el cumpleaños número 25 de la campaña solidaria. La meta propuesta asciende a 25 millones de queztales.